# Rhegmatorhina melanosticta
A Rhegmatorhina melanosticta a madarak osztályának verébalakúak (Passeriformes) rendjébe és a hangyászmadárfélék (Thamnophilidae) családjába tartozó faj.

## Rendszerezése
A fajt Philip Lutley Sclater és Osbert Salvin írták le 1880-ban, a Pithys nembe Pithys melanosticta néven.

## Alfajai
- Rhegmatorhina melanosticta badia Zimmer, 1932
- Rhegmatorhina melanosticta brunneiceps Chapman, 1928
- Rhegmatorhina melanosticta melanosticta (P. L. Sclater & Salvin, 1880)
- Rhegmatorhina melanosticta purusiana (E. Snethlage, 1908)[2]

## Előfordulása
Bolívia, Brazília, Ecuador, Kolumbia és Peru területén honos. Természetes élőhelyei a szubtrópusi vagy trópusi síkvidéki esőerdők. Állandó, nem vonuló faj.

## Megjelenése
Testhossza 15 centiméter, testtömege 29-33 gramm.

## Életmódja
Rovarokkal és más ízeltlábúakkal táplálkozik.

## Természetvédelmi helyzete
Az elterjedési területe rendkívül nagy, egyedszáma ugyan csökkenő, de még nem éri el a kritikus szintet. A Természetvédelmi Világszövetség Vörös listáján nem fenyegetett fajként szerepel.